# (295) Theresia
(295) Theresia est un astéroïde de la ceinture principale découvert par Johann Palisa le 17 août 1890 à Vienne